# 糖聖宮
糖聖宮，是位於臺灣彰化縣和美鎮糖友里的媽祖廟，與中寮糖廠員工信仰有關，媽祖稱為「蔗廍媽祖」，以國際勞動節為祭祀日。

## 歷史

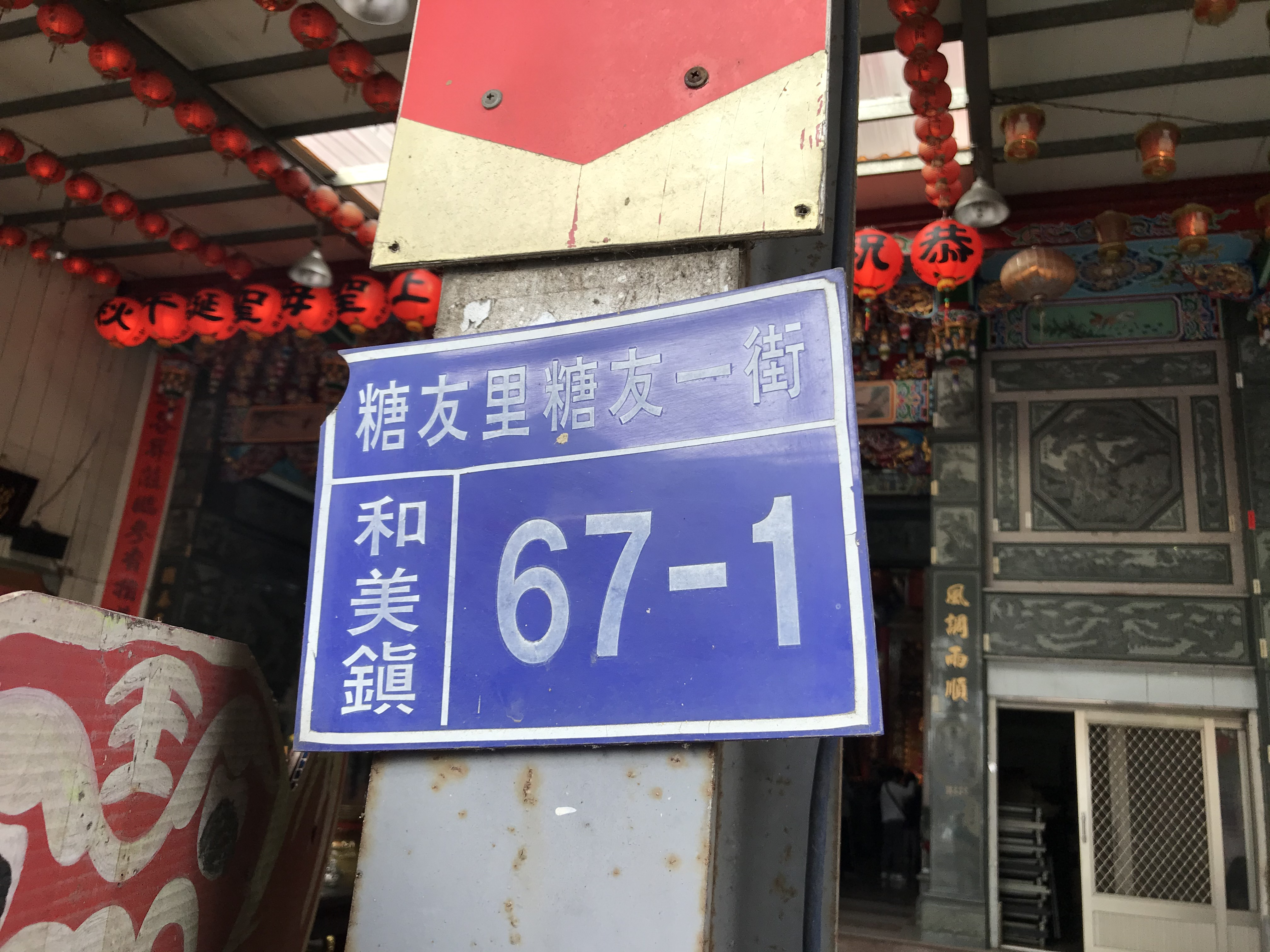
門牌為糖友里糖友一街67-1號。

和美鎮中寮地區的錦園林氏，以雷州刺史林邁為祖先，並認媽祖為同宗、為林邁的後裔。日治時期，中寮糖廠員工從彰化南瑤宮請來媽祖，放在值年爐主家中，由信徒輪流供奉。
戰後初期1950年代，臺灣人曾以慶祝勞動節藉機拜媽祖，而被建議勞動節應合併媽祖誕辰日。因媽祖生日可能是中寮糖廠上班日，為了配合生產作業，就選定五一勞動節作為祭祀日，並請南瑤宮媽祖神像繞境糖友里全里。糖廠解散後，一些遷居外地的員工仍習慣於勞動節回來參拜故鄉的媽祖。糖廠改建為住宅社區後，不少外來住戶入住，信徒不再是只有糖廠員工與眷屬，眾多信徒逐漸傾向將祭祀日改成3月23日媽祖誕辰日。
中寮糖廠土地被標售時，居民在1984年間籌劃興建糖聖宮。1992年建廟，媽祖稱為「蔗廍媽祖」。同樣為臺糖員工信仰的媽祖廟還有蒜頭糖廠的糖廠配天宮、虎尾糖廠的虎尾福安宮。

## 祀神
- 天上聖母、千里眼將軍、順風耳將軍、土地公、文昌帝君及太子元帥[2]。

## 外部連結
- 糖聖宮的Facebook專頁